# 오귀스트 브라베

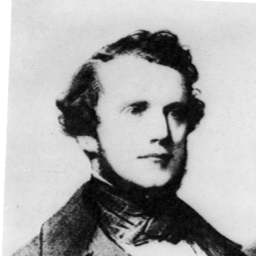

오귀스트 브라베(프랑스어: Auguste Bravais, 1813년 8월 23일 ~ 1863년 12월 19일)는 결정학, 브라베 격자 개념화, 브라베 법칙의 공식화를 한 프랑스의 물리학자이다. 브라베는 자기, 오로라, 기상학, 식물지리학, 잎차례, 천문학, 통계학, 수로학도 연구했다.
프랑스 파리의 파리 대학교에서 공부하다가 1829년 에콜 폴리테크니크에 합류하였고 이곳에서 수학자 에바리스트 갈루아의 급우가 되었다.